# Заветинский район
Заве́тинский райо́н — административно-территориальная единица (район) и муниципальное образование (муниципальный район) в составе Ростовской области Российской Федерации.
Районный центр — село Заветное.

## География
Заветинский район расположен на востоке области. Большая часть территории района — степная зона. Площадь территории — 3000 км². Граничит с Волгоградской областью и Калмыкией.

## История
В соответствии с постановлением Президиума ВЦИК от 1 марта 1926 года на территории Сальского округа был организован Заветинский район с центром в селе Заветное. Район был образован из части территории Ремонтненского уезда Калмыцкой автономной области и части сельсоветов Дубовского района. В марте 1932 года Заветинский район был упразднен, а его земли переданы Ремонтненскому району. Вновь образован в 1935 году в связи с разукрупнением районов Азово-Черноморского края. В феврале 1963 года опять упраздняется, с передачей территории Ремонтненскому району. Окончательно восстанавливается в 1965 году.

## Население
| 1939    | 1959    | 1970    | 1979    | 1989    | 2002    | 2009    | 2010    | 2011    |
| ------- | ------- | ------- | ------- | ------- | ------- | ------- | ------- | ------- |
| 20 322  | ↘16 396 | ↗17 930 | ↗17 988 | ↗18 686 | ↘18 508 | ↘17 653 | ↘17 250 | ↘17 183 |
| 2012    | 2013    | 2014    | 2015    | 2016    | 2017    | 2018    | 2019    | 2020    |
| ↘16 908 | ↘16 861 | ↘16 844 | ↗16 859 | ↘16 806 | ↘16 706 | ↘16 618 | ↘16 565 | ↘16 432 |
| 2021    |         |         |         |         |         |         |         |         |
| ↘15 621 |         |         |         |         |         |         |         |         |

Национальный состав
По данным Всероссийской переписи населения 2010 года:
| Национальность | Численность (чел.) | Процентное соотношение |
| -------------- | ------------------ | ---------------------- |
| Русские        | 13 771             | 79,83%                 |
| Чеченцы        | 2 146              | 12,44%                 |
| Даргинцы       | 636                | 3,69%                  |
| Украинцы       | 172                | 1,00%                  |
| Армяне         | 74                 | 0,43%                  |
| Аварцы         | 58                 | 0,34%                  |
| Кумыки         | 52                 | 0,30%                  |
| Другие         | 215                | 1,25%                  |
| Не указали     | 126                | 0,73%                  |
| Всего          | 17 250             | 100,00%                |

По итогам переписи населения 2020 года проживали следующие национальности (национальности менее 0,1 % и другое см. в сноске к строке «Другие»):
| Национальность | Численность, чел. | Доля     |
| -------------- | ----------------- | -------- |
| Русские        | 10 641            | 68,58 %  |
| Чеченцы        | 3724              | 24,00 %  |
| Даргинцы       | 560               | 3,61 %   |
| Армяне         | 58                | 0,37 %   |
| Аварцы         | 32                | 0,21 %   |
| Украинцы       | 31                | 0,20 %   |
| Кумыки         | 23                | 0,15 %   |
| Калмыки        | 18                | 0,12 %   |
| Другие         | 430               | 2,76 %   |
| Итого          | 15 517            | 100,00 % |

## Муниципально-территориальное устройство
В Заветинском районе 25 населённых пунктов в составе девяти сельских поселений:
| № | Сельские поселения               | Админ. центр     | Количество населённых пунктов | Население | Площадь, км² |
| - | -------------------------------- | ---------------- | ----------------------------- | --------- | ------------ |
| 1 | Заветинское сельское поселение   | село Заветное    | 1                             | ↘6259     | 551,44       |
| 2 | Киселёвское сельское поселение   | село Киселевка   | 2                             | ↘1653     | 742,04       |
| 3 | Кичкинское сельское поселение    | село Кичкино     | 2                             | ↘1325     | 525,22       |
| 4 | Никольское сельское поселение    | хутор Никольский | 4                             | ↘954      | 528,22       |
| 5 | Савдянское сельское поселение    | хутор Савдя      | 4                             | ↘1197     | 391,15       |
| 6 | Тюльпановское сельское поселение | село Тюльпаны    | 3                             | ↘945      | 534,47       |
| 7 | Федосеевское сельское поселение  | село Федосеевка  | 3                             | ↘1289     | 455,43       |
| 8 | Фоминское сельское поселение     | хутор Фомин      | 3                             | ↗1338     | 508,93       |
| 9 | Шебалинское сельское поселение   | хутор Шебалин    | 3                             | ↘1237     | 457,66       |

| №  | Населённый пункт  | Тип     | Население | Муниципальное образование        |
| -- | ----------------- | ------- | --------- | -------------------------------- |
| 1  | Алексеев          | хутор   | ↘84       | Фоминское сельское поселение     |
| 2  | Андреев           | хутор   | ↘243      | Кичкинское сельское поселение    |
| 3  | Воротилов         | хутор   | 262       | Федосеевское сельское поселение  |
| 4  | Высокий           | посёлок | 142       | Тюльпановское сельское поселение |
| 5  | Заветное          | село    | ↘6259     | Заветинское сельское поселение   |
| 6  | Золотое Руно      | хутор   | 142       | Тюльпановское сельское поселение |
| 7  | Киселевка         | село    | 1701      | Киселёвское сельское поселение   |
| 8  | Кичкино           | село    | ↘1029     | Кичкинское сельское поселение    |
| 9  | Колесов           | хутор   | 88        | Савдянское сельское поселение    |
| 10 | Крылов            | хутор   | 155       | Шебалинское сельское поселение   |
| 11 | Лобов             | хутор   | ↘66       | Киселёвское сельское поселение   |
| 12 | Мамонкин          | хутор   | ↘62       | Савдянское сельское поселение    |
| 13 | Никольский        | хутор   | 747       | Никольское сельское поселение    |
| 14 | Новобеляевский    | хутор   | ↘125      | Никольское сельское поселение    |
| 15 | Новоиловлиновский | хутор   | ↗161      | Шебалинское сельское поселение   |
| 16 | Потапенко         | хутор   | 109       | Фоминское сельское поселение     |
| 17 | Савдя             | хутор   | 1018      | Савдянское сельское поселение    |
| 18 | Свободное         | село    | 69        | Федосеевское сельское поселение  |
| 19 | Спорная           | посёлок | 49        | Никольское сельское поселение    |
| 20 | Терновая Балка    | посёлок | 58        | Савдянское сельское поселение    |
| 21 | Тюльпаны          | село    | 730       | Тюльпановское сельское поселение |
| 22 | Федосеевка        | село    | 1004      | Федосеевское сельское поселение  |
| 23 | Фомин             | хутор   | ↗1050     | Фоминское сельское поселение     |
| 24 | Фрунзе            | хутор   | 121       | Никольское сельское поселение    |
| 25 | Шебалин           | хутор   | ↗928      | Шебалинское сельское поселение   |

## Экономика
По климатическим условиям район находится в зоне рискованного земледелия. Поэтому основное внимание уделяется развитию животноводства. В хозяйствах различной формы собственности имеется более 70 тысяч овец и 22 тысячи коров, бычков и телок. Есть подсобные свиноводческие и птицеводческие фермы, содержатся табуны.
В районе более 200 крестьянских (фермерских) хозяйств и более 230 предпринимателей, занятых переработкой продукции, строительством, торговлей.
В 2005 году в районе открыт Киселевский культурно-спортивный центр.

## Достопримечательности
- Музей истории Заветинского района.

Памятники археологии Заветинского района: 
- Курганная группа «Алексеев I» (3 кургана), Курган «Алексеев V», Курганная группа «Ладыгин II» (6 курганов), Курганная группа «Намвальный I» (11 курганов), Курганная группа «Чернышев I» (61 курган),  Курганная группа «Южный I» (7 курганов), Курганная группа «Бекшин-Сала-III» (12 курганов)  и др.

Другие памятники: 
- Молитвенный дом Николая Чудотворца.[29]
- Памятники В. И. Ленину в Заветинском районе установлены в хуторе Шебалин и в с. Заветное[30]. Оба памятника Ленину установлены на постаментах. В селе Заветное Ленин изображен в костюме в положении стоя с поднятой правой рукой, левая рука в кармане брюк. Памятник окрашен черной краской, в окружении памятника растут серебристые ели. На памятнике в хуторе Шебалин В. И. Ленин изображен в плаще с кепкой на голове. Правой рукой он придерживает плащ. Скульптура памятника окрашена в белую краску.
- Братская могила-мемориал с памятником в селе Заветное. На мемориале установлены две рядом стоящие стелы, рядом с ними установлен памятник воина, сжимающего в руках автомат[31]. С другой стороны стелы установлена скульптура древнерусского воина.
- Мемориал - памятник воинам-освободителям в селе Заветное представляет собой танк, установленный на постаменте.
- Мемориал павшим воинам в годы гражданской и Великой Отечественной войны в	с.Заветное (ул.Ломоносова, 46б).